# Värt att dö för
Värt att dö för (Worth Dying For), är den femtonde boken om Jack Reacher av Lee Child. Den utgavs på svenska 2011.
Somliga är värda att dö för För tio år sedan försvann en åttaårig flicka i Nebraska. Nu befinner sig Reacher där och utan att ha bett om det blir han involverad i fallet. Han märker dock snart att det är många som inte vill att hans undersöka saken närmare och det tar inte lång tid förrän Reacher inser att han befinner sig i en mycket hotfull och märklig stad.